# Lijst van schaatsrecords ploegenachtervolging mannen (junioren)
Dit is een overzicht van de ontwikkeling van junioren-schaatsrecords op de ploegenachtervolging mannen.
De ploegenachtervolging bij de mannen bestaat uit 8 rondes schaatsen, alleen de binnenbocht. Het onderdeel wordt uitgevoerd door 3 mannen, die door middel van afwisseling van de koppositie zo snel mogelijk naar de finish moeten rijden. Na 8 rondes geldt de tijd van de derde rijder die over de finish komt.
Sinds 2006 is dit onderdeel ook te vinden op de Olympische Spelen.

## Ontwikkeling wereldrecord ploegenachtervolging
| Nr. | Namen                                                                         | Land      | Tijd    | Datum            | Baan         |
| --- | ----------------------------------------------------------------------------- | --------- | ------- | ---------------- | ------------ |
| 1.  | Pavel Bachajev Stepan Solovjov Aleksej Joenin                                 | Rusland   | 4.00,45 | 12 december 2004 | Moskou       |
| 2.  | Shingo Hashibami Toshiyuki Sayama Takumi Yui                                  | Japan     | 3.59,31 | 14 augustus 2005 | Calgary      |
| 3.  | Ted-Jan Bloemen Ralph de Haan Wouter Olde Heuvel                              | Nederland | 3.57,30 | 4 december 2005  | Collalbo     |
| 4.  | Ted-Jan Bloemen Boris Kusmirak Wouter Olde Heuvel                             | Nederland | 3.56,27 | 12 maart 2006    | Erfurt       |
| 5.  | Zdeněk Haselberger Pavel Kulma Milan Sáblík                                   | Tsjechië  | 3.55,26 | 18 november 2007 | Calgary      |
| 6.  | Håvard Holmefjord Lorentzen Simen Spieler Nilsen Sverre Lunde Pedersen        | Noorwegen | 3.50,02 | 14 maart 2010    | Moskou       |
| 7.  | Kristian Reistad Fredriksen Håvard Holmefjord Lorentzen Sverre Lunde Pedersen | Noorwegen | 3.47,45 | 20 november 2011 | Tsjeljabinsk |

## OntwikkelingNederlandsrecord ploegenachtervolging
| Nr. | Namen                                             | Tijd    | Datum            | Baan      |
| --- | ------------------------------------------------- | ------- | ---------------- | --------- |
| 1.  | Sven Kramer Jan Smeekens Guido Berends            | ...     | 12 februari 2004 | Moskou    |
| 2.  | Ted-Jan Bloemen Ralph de Haan Wouter Olde Heuvel  | 3.57,30 | 4 december 2005  | Collalbo  |
| 3.  | Ted-Jan Bloemen Boris Kusmirak Wouter Olde Heuvel | 3.56,27 | 12 maart 2006    | Erfurt    |
| 4.  | Jan Blokhuijsen Koen Verweij Berden de Vries      | 3.54,65 | 28 februari 2008 | Changchun |
| 5.  | Lucas van Alphen Frank Hermans Maurice Vriend     | 3.54,50 | 6 maart 2010     | Berlijn   |
| 6.  | Lucas van Alphen Frank Hermans Maurice Vriend     | 3.53,20 | 14 maart 2010    | Moskou    |
| 7.  | Frank Hermans Koen Verweij Maurice Vriend         | 3.53,20 | 14 maart 2010    | Moskou    |